# Эгр (коммуна)
Эгр (фр. Aigre) — коммуна во Франции, находится в регионе Пуату — Шаранта. Департамент — Шаранта. Главный город кантона Эгр. Округ коммуны — Конфолан.
Код INSEE коммуны — 16005.

## География
Коммуна расположена приблизительно в 380 км к юго-западу от Парижа, в 85 км южнее Пуатье, в 30 км к северо-западу от Ангулема.
Через территорию коммуны протекает река Ом, приток Шаранты.

## Население
| Год  | Численность | Численность |
| ---- | ----------- | ----------- |
| 2017 | 1591        | [ 3 ]       |
| 2018 | 1585        | [ 4 ]       |
| 2019 | 1579        | [ 5 ]       |
| 2020 | 1595        | [ 6 ]       |
| 2021 | 1597        | [ 7 ]       |
| 2022 | 1600        | [ 1 ]       |

## Администрация
| Период | Период | Фамилия       | Партия       | Примечания |
| ------ | ------ | ------------- | ------------ | ---------- |
| 2001   | 2008   | Филипп Комбо  | беспартийный | страховщик |
| 2008   | 2014   | Жан-Поль Эйро | беспартийный | агротехник |

## Экономика
В 2007 году среди 542 человек в трудоспособном возрасте (15—64 лет) 382 были экономически активными, 160 — неактивными (показатель активности — 70,5 %, в 1999 году было 68,7 %). Из 382 активных работали 336 человек (183 мужчины и 153 женщины), безработных было 46 (18 мужчин и 28 женщин). Среди 160 неактивных 25 человек были учениками или студентами, 67 — пенсионерами, 68 были неактивными по другим причинам.

## Города-побратимы
- Фаренкруг (Германия, с 1987)[9]

## Фотогалерея
- Церковь Сен-Пьер
- Туристско-информационная служба